# Submission
Submission var et dansk metalband fra Esbjerg dannet i 2003 af de to guitarister Kasper Kirkegaard og Christoffer Kjeller. Bandet har udgivet to demoer og to fuldlængde albums.

## Historie
Submission startede i foråret 2003 af de to guitarister, Kasper Kirkegaard, Christoffer Petersen, og en trommeslager ved navn Thomas, han blev dog hurtigt erstattet af trommeslageren, Morten Løwe. Kort efter, tiltrådte Steven Qvist bandet som sanger, og bandet begyndte at skrive materiale til deres første demo. De skrev deres første demo, der indeholdt 5 sange, og blev kaldt "Submission – Submission". Den blev indspillet på den lokale "House of youth" i deres hjemby, Esbjerg, af dem selv, og Jacob Hansen (Invocator, Anubis Gate, Raunchy). Kort efter det, fandt de bassisten, Bjarne Christiansen. Demoen resulterede i at bandet vandt prisen for "Bedste selvfinansierede Demo / Promo CD" ved Danish Metal Awards (DMeA). Submission var begejstret over denne pris, men alle vidste, at de kunne gøre det meget bedre end det. De spillede et koncerter rundt omkring i Danmark, og vendte derefter hjem til øvelokalet, hvor de begyndte at skrive nyt materiale til Demoen Pain or pleasure, som blev indspillet i Hansen Studios (Invocator, Hatesphere, Volbeat, osv.). Demoen indeholdt fire nye sange som blev mixed i Antfarm Studio af Tue Madsen (The Haunted, Ektomorf, Aborted, osv.). Demoen blev sendt rundt til et par forskellige pladeselskaber, og de endte med en aftale med, Listenable Records. Det resulterede i en koncert på den Roskilde Festival 2005. Herefter blev bandet mere seriøse, og de besluttede at de var nødt til at finde en ny bassist, og valget faldt på, Boris Tandrup (The Arcane Order). De nu begyndte at skrive deres debutalbum, Failure to perfection, som blev udgivet i 2006 i Europa, og det meste af Amerika og Asien. Albummet gav ikke kun bandet nogle fantastiske anmeldelser (6/7 Metal Hammer) og (8,5 Rock Hard[kilde mangler]). Det bragte dem også endnu to priser ved Danish Metal Awards, for "Årets bedste metal track" ("Deathride To Escape"), og "Bedste Debutalbum". Bandet måtte senere splitte med Listenable Records på grund af uoverensstemmelser. De begyndte at skrive materiale til et album, og blev tilbudt en ny aftale med danske pladeselskab, Mighty Music. Forsanger Steven Qvist besluttede derefer at forlade bandet og de stod nu uden vokal til indspilningerne af deres nye album. De ledte nu efter en ny frontmand til bandet, og kort tid efter, fandt Lasse Sivertsen, og de begyndte at indspille vokal til deres andet album, "Code of Conspiracy". Ikke længe efter dette, blev bandet tilbudt to support gigs for svenske Meshuggah i Göteborg og Malmø i Sverige. Efter dette måtte bandet desværre igen måtte forlade deres samarbejde med deres pladeselskab, Mighty Music. De ledte igen efter et nyt pladeselskab til at udgive deres andet album, og blev tilbudt en kontrakt det med svensk/amerikanske pladesleskab, Blistering Records, til at udgive albummet på verdensplan, i april 2009. Submission tog derefter på tour rundt i Danmark, med danske Mercenary.

## Medlemmer
- Lasse Sivertsen – vokal
- Christoffer Kjeller – guitar (2003 -)
- Kasper Kirkegaard – guitar (2003 -)
- Boris Tandrup – bas (2005 -)
- Morten Løwe – trommer (2003 -)

### Tidligere medlemmer
- Bjarne Kristiansen – bas
- Steven Qvist – vokal

## Diskografi

### Studiealbum
- Failure to perfection (2006)
- Code of Conspiracy (2009)

### Demoer
- Submission
- Pain or pleasure